# Baračka
Baračka je přírodní památka u Klobouček – části města Bučovice v okrese Vyškov. Jedná se o lesostepní stráně, obrácené k jihozápadu, označené na mapě názvem Příkřice. Důvodem ochrany je cenná lokalita stepní květeny. Roste tu například kavyl vláskový (Stipa capillata), bílojetel německý (Dorycnium germanicum), koniklec luční český (Pulsatilla pratensis subsp. bohemica), hlaváček jarní (Adonis vernalis) a jiné.